# Кімерія
Кімерія, Кімерійська земля — країна, яку давньогрецький історик Геродот згадує в описі Скіфії, як давню назву (до приходу скіфів у Північне Надчорномор'я) однієї з її складових земель.
Є кілька гіпотез щодо локалізації цієї землі у Північному Надчорномор'ї, на Кавказі, в Малій Азії. Археологічні дослідження у степовій частині Південної України виявили тут численні пам'ятки генетично пов'язаних між собою сабатинівської культури (15–13 сторіччя до н. е.), білозерської культури (12–10 сторіччя до н. е.) та поховань пізніх кімерійців (9–7 сторіччя до н. е.). На думку українських археологів, результати цих досліджень засвідчують, що територія Кімерії поступово розширювалася, а її ядром була степова частина України від пониззя Дунаю до Надазов'я, включаючи Крим.
Кімерійці були першим народом Східної Європи, справжнє імʼя якого, зафіксоване в письменних джерелах, дійшло до сучасності. Виходячи з даних, описаних у працях Гомера, Геродота, Страбона, Птолемея, а також археологічних знахідок, можна зрозуміти, що основним заняттям кімерійців було кочове скотарство, зокрема конярство. Окрім забезпечення конями воїнів та чабанів, конярство давало значну частину продуктів харчування. Гомер називає цих кочовиків "гіпомологами-млекоїдами" - тими хто доїть кобилиць. Крім того, кімерійці займались землеробством, були металургами, виготовляли скляний та керамічний посуд, прикрашений кольоровими інкрустаціями.
Майже усі віднайдені досі знаряддя праці та зброя кімерійців виготовлені з бронзи. Втім, зустрічаються й вироби з заліза.

## [1]Джерела
- Черняков І. Т. КІМЕРІЯ, Кімерійська земля (країна) Електронний ресурс // Енциклопедія історії України: Т. 4: Ка-Ком / Редкол.: В. А. Смолій (голова) та ін. НАН України. Інститут історії України. — К.: В-во «Наукова думка», 2007. — 528 с.: іл. [Архівовано 14 квітня 2016 у Wayback Machine.]
- Енциклопедія історії України (Том 4: Ка-Ком) в електронній бібілотеці [Архівовано 28 травня 2020 у Wayback Machine.]